# Redundant
Singles de Green Day
Good Riddance (Time of Your Life)
(1997) Nice Guys Finish Last
(1999)
Redundant est une chanson du groupe punk américain Green Day et le troisième single extrait de leur cinquième album, Nimrod, paru en 1997. La chanson est sortie en single en 1998.

## Liste des chansons
Version 1:
1. Redundant (Richard Dodd Medium Wide Mix) - 3:16
2. The Grouch (live) - 3:23
3. Paper Lanterns (live) - 4:56

Version 2:
1. Redundant (Richard Dodd Medium Wide Mix) - 3:16
2. Reject (live) - 2:05
3. She (live) - 2:26

Version australienne
1. Redundant (Richard Dodd Medium Wide Mix) - 3:16
2. The Grouch (live) - 3:23
3. Paper Lanterns (live) - 4:56
4. Reject (live) - 2:05
5. She (live) - 2:26

Les chansons live ont été enregistrées le 14 novembre 1997 à l'Electric Factory, à Philadelphie.